# ブチロニトリル
ブチロニトリル(Butyronitrile)またはプロピルシアニド(propyl cyanide)は、化学式C3H7CNのニトリルである。無色の液体で、大部分の極性有機溶媒に混和する。毒物及び劇物取締法の劇物に該当する。消防法に定める第4類危険物 第1石油類に該当する。

## 利用
主に獣医用薬のアンプロリウムの前駆体として用いられている。

## 合成
ブチロニトリルは、工業的にはn-ブタノールのアンモ酸化によって合成される。
C3H7CH2OH  +  NH3  +  O2   →   C3H7CN  +  3 H2O